# باکتری های تجزیه کننده پلاستیک
باکتری‌های تجزیه‌کننده پلاستیک(Bacteria that degrade plastics) گونه‌هایی از باکتری‌ها هستند که توانایی تجزیه و هضم پلاستیک‌های مصنوعی را دارند و می‌توانند در کاهش آلودگی‌های محیط زیستی نقش مؤثری ایفا کنند.

## معرفی
پلاستیک‌ها به دلیل دوام و پایداری بالا، مدت‌های طولانی در محیط باقی می‌مانند و باعث آلودگی‌های جدی در طبیعت می‌شوند. کشف باکتری‌هایی که قادر به تجزیه پلاستیک هستند، می‌تواند راهکارهای زیستی برای بازیافت و کاهش ضایعات پلاستیکی ارائه دهد.

## باکتری‌های مهم تجزیه‌کننده پلاستیک
| نام باکتری           | نوع پلاستیک تجزیه‌شده     | آنزیم‌های مرتبط   | کشف‌شده در             |
| -------------------- | ------------------------ | ---------------- | --------------------- |
| Ideonella sakaiensis | پلی اتیلن ترفتالات (PET) | PETase, MHETase  | ژاپن (۲۰۱۶)           |
| Pseudomonas sp.      | پلی اورتان (PU)          | پلی اورتاناز     | ایالات متحده آمریکا   |
| Bacillus sp.         | پلی‌اتیلن (PE)            | آنزیم‌های اکسیداز | آزمایشگاه‌های تحقیقاتی |

## مکانیسم تجزیه پلاستیک
باکتری‌ها با ترشح آنزیم‌های خاص، زنجیره‌های پلیمرهای پلاستیکی را شکسته و به مولکول‌های ساده‌تری تبدیل می‌کنند که قابلیت جذب و استفاده توسط خود باکتری را دارند. برای مثال، Ideonella sakaiensis با آنزیم PETase پلاستیک PET را به MHET و سپس با آنزیم MHETase آن را به اسید ترفتیک و اتیلن گلایکول تجزیه می‌کند.

## اهمیت و کاربردها
- کاهش آلودگی پلاستیکی محیط زیست
- توسعه روش‌های زیستی بازیافت پلاستیک
- استفاده در صنایع بازیافت و پاکسازی محیطی